# Ferrari SF16-H
Ferrari SF16-H — гоночный автомобиль Формулы-1, построенный компанией Ferrari специально для участия в сезоне 2016 года. Болидом в этом сезоне управляют пилоты команды: четырёхкратный чемпион мира Себастьян Феттель и однократный — Кими Райкконен.
SF16-H была представлена 19 февраля 2016 года. Буква «Н» в индексе расшифровывается как «Hybrid». Эта машина отличается от болидов Ferrari предыдущих сезонов, помимо прочего, красно-белой ливреей, похожие использовались на автомобилях Ferrari 312T и Ferrari F93A.
В соответствии с традицией давать автомобилям женские имена, Себастьян Феттель назвал свою SF16-H «Маргарита» в честь Маргариты Савойской, королевы Италии в 1878—1900 годы.

## Внешний вид и конструкция
По сравнению с Ferrari SF15-T новый болид имеет укороченную носовую часть и более суженную заднюю, что удалось достигнуть благодаря более компактной силовой установке. Новый носовой обтекатель по-другому взаимодействует со встречным потоком воздуха и положительно влияет на аэродинамику. Симоне Реста, главный конструктор болида восторженно отозвался о дизайне нового детища команды:

Я могу сказать, что этот автомобиль Формулы-1 является одним из самых красивых у Феррари за всё время.
Оригинальный текст (англ.)I can say that this F1 car is one of the most beautiful Ferrari's ever.

Помимо внешнего вида и ливреи изменения в конструкции коснулись практически всех частей по сравнению с прошлогодней машиной. После нескольких лет использования в Ferrari наконец отказались от использования тяг в передней подвеске — их в новом болиде заменили на толкатели, что снизило вес конструкции и улучшило работу подвески. Толкатели, по мнению Марка Пристли, бывшего главного механика McLaren, более подходят к стилю пилотирования Кими Райкконена. По его словам, финн использует такой стиль пилотирования, при котором необходима максимальная стабильность при торможениях и точное и надёжное поведение передней части при входах в повороты для уверенного обгона. Примерно такой же стиль, по его мнению, и у Себастьяна Феттеля.
Другим значительным пересмотром стали боковые понтоны, значительно отличаются по конструкции от предыдущей машины боковые радиаторы и элементы конструкции. Силовая установка, по заявлению Ресты, стала более надёжной и компактной, что пошло на пользу аэродинамике. Машина в целом стала у́же и плотнее. За счёт увеличения эффективности подачи воздуха к двигателю улучшился процесс сгорания. Была модифицирована турбина.
Что касается сердца машины, силовой установки, то основное внимание было уделено двум аспектам: повышению надёжности и изменению компоновки с целью сделать её более компактной, что позитивно сказывается на аэродинамике. В целом компоновка всей SF16-H стала плотнее, машина стала более узкой. Но мы работали не только над архитектурой силовой установки, мы также улучшили процесс сгорания за счёт повышения эффективности подачи воздуха к двигателю. Кроме того, была улучшена конструкция турбины.

## Результаты в чемпионате мира Формулы-1
| Легенда к таблице |                                                                    |
| --- | ------------------------------------------------------------------ |
| В таблице перечислены результаты всех Гран-при Формулы-1, в которых использовался автомобиль. Строками таблицы являются сезоны, столбцами — этапы чемпионата мира. В каждой клетке указаны сокращённое название этапа и результат, дополнительно обозначенный цветом. Расшифровка обозначений и цветов представлена в нижеследующей таблице. |                                                                    |
| \| Пример \| Описание \| \| ------------ \| ------------------------------------------------------------------ \| \| 1 \| Победитель \| \| 2 \| Второе место \| \| 3 \| Третье место \| \| 5 \| Финишировал, заработав очки \| \| Сход \| Не финишировал, но при этом заработал очки \| \| 12 \| Финишировал, не получив очков \| \| НКЛ \| Финишировал, но не попал в финальную классификацию \| \| 15 \| Участвовал вне зачёта, либо по отдельной классификации \| \| 18 \| Не финишировал, но попал в финальную классификацию \| \| Сход \| Не финишировал \| \| НКВ \| Не прошёл квалификацию \| \| НПКВ \| Не прошёл предквалификацию \| \| ДСК \| Дисквалифицирован \| \| ИСК \| Исключён из протокола соревнований \| \| ТТ \| Заявлен для участия только в тренировках \| \| НС \| Участвовал в квалификации, но не стартовал в гонке \| \| Т \| Травмирован или болен \| \| ОТК \| Отказ от участия \| \| НТР \| Прибыл на соревнования, но на трассу не выезжал \| \| НПР \| Был заявлен в числе участников, но не прибыл к началу соревнований \| \| О \| Соревнования отменены \| \| \| Не участвовал \| \| Поул-позиция \| \| \| Быстрый круг \| \| |                                                                    |
| Пример | Описание                                                           |
| 1 | Победитель                                                         |
| 2 | Второе место                                                       |
| 3 | Третье место                                                       |
| 5 | Финишировал, заработав очки                                        |
| Сход | Не финишировал, но при этом заработал очки                         |
| 12 | Финишировал, не получив очков                                      |
| НКЛ | Финишировал, но не попал в финальную классификацию                 |
| 15 | Участвовал вне зачёта, либо по отдельной классификации             |
| 18 | Не финишировал, но попал в финальную классификацию                 |
| Сход | Не финишировал                                                     |
| НКВ | Не прошёл квалификацию                                             |
| НПКВ | Не прошёл предквалификацию                                         |
| ДСК | Дисквалифицирован                                                  |
| ИСК | Исключён из протокола соревнований                                 |
| ТТ | Заявлен для участия только в тренировках                           |
| НС | Участвовал в квалификации, но не стартовал в гонке                 |
| Т | Травмирован или болен                                              |
| ОТК | Отказ от участия                                                   |
| НТР | Прибыл на соревнования, но на трассу не выезжал                    |
| НПР | Был заявлен в числе участников, но не прибыл к началу соревнований |
| О | Соревнования отменены                                              |
| | Не участвовал                                                      |
| Поул-позиция |                                                                    |
| Быстрый круг |                                                                    |

| Год  | Команда          | Двигатель                   | Ш | Пилоты    | 1    | 2   | 3   | 4    | 5   | 6    | 7   | 8   | 9    | 10  | 11  | 12  | 13  | 14  | 15  | 16   | 17  | 18   | 19  | 20   | 21  | Место | Очки |
| ---- | ---------------- | --------------------------- | - | --------- | ---- | --- | --- | ---- | --- | ---- | --- | --- | ---- | --- | --- | --- | --- | --- | --- | ---- | --- | ---- | --- | ---- | --- | ----- | ---- |
| 2016 | Scuderia Ferrari | Ferrari 059/5 Hybrid 1,6 V6 | P |           | АВС  | БАХ | КИТ | РОС  | ИСП | МОН  | КАН | ЕВР | АВТ  | ВЕЛ | ВЕН | ГЕР | БЕЛ | ИТА | СИН | МАЛ  | ЯПО | США  | МЕК | БРА  | АБУ | 3     | 398  |
| 2016 | Scuderia Ferrari | Ferrari 059/5 Hybrid 1,6 V6 | P | Феттель   | 3    | НС  | 2   | Сход | 3   | 4    | 2   | 2   | Сход | 9   | 4   | 5   | 6   | 3   | 5   | Сход | 4   | 4    | 5   | 5    | 3   | 3     | 398  |
| 2016 | Scuderia Ferrari | Ferrari 059/5 Hybrid 1,6 V6 | P | Райкконен | Сход | 2   | 5   | 3    | 2   | Сход | 6   | 4   | 3    | 5   | 6   | 6   | 9   | 4   | 4   | 4    | 5   | Сход | 6   | Сход | 6   | 3     | 398  |